# Chloordifluormethaan
Chloordifluormethaan is een halogeenalkaan, een (h)cfk, met als brutoformule CHClF2 en staat beter bekend onder de namen HCFC-22, R-22, Genetron 22 of Freon 22. Het is een kleurloos gas (meestal in samengeperste vloeibare toestand), dat erg gevaarlijk is voor het milieu en in het bijzonder voor de ozonlaag. De stof werd vroeger veelvuldig gebruikt als koudemiddel, maar het gebruik ervan is tegenwoordig aan banden gelegd wegens de grote milieu-impact.

## Regelgeving
Sedert 1 januari 2010 mogen koelinstallaties in de Europese Unie alleen nog worden bijgevuld met R-22 uit hergebruik. Met ingang van 1 januari 2015 is het bijvullen van R-22 helemaal verboden. Het in bedrijf hebben van een koelinstallatie met R-22 is (nog) niet verboden. Sinds 2015 mag er helemaal geen R-22 meer gebruikt worden.

## Toxicologie en veiligheid
Bij contact met een heet oppervlak of met een vlam ontleedt deze stof met vorming van giftige en corrosieve gassen (waterstofchloride, fosgeen, waterstoffluoride, carbonylfluoride). Chloordifluormethaan tast ook magnesium en zijn legeringen aan. Het gas is zwaarder dan lucht en kan zich ophopen op laaggelegen plaatsen, met zuurstofgebrek als gevolg.